# Равлики під дощем
«Равлики під дощем» (івр. שבלולים בגשם) — ізраїльський драматичний фільм 2013 року, знятий режисером Ярівом Мозером за мотивами оповідання Йосі Авні-Леві. Історія походить із книги Авні-Леві «Сад мертвих дерев» 1995 року. Головний герой — Боаз (Йоав Реувені) — визначається між пригніченим потягом до одностатевої групи та стосунками із його дівчиною Ноа (Моран Розенблат).
Прем'єра фільму відбулася на фестивалі TLVFest у Тель-Авіві 8 червня 2013 року, а 20 червня відбувся прокат в Ізраїлі.

## Сюжет
1989-й рік. Тель-Авів. Боаз – красивий студент, який отримує любовні листи від невідомого чоловіка, що підриває його сексуальну ідентичність та загрожують його стабільним стосункам із дівчиною. Боаз поглинений своїм пригніченим потягом до чоловіків. Він починає відчувати, що є об’єктом сексуального бажання для чоловіків, яких він зустрічає всюди: у басейні, бібліотеці, на вулиці.

## У ролях
- Йоав Реувені — Боаз
- Моран Розенблатт — Ноа, дівчина Боаза
- Єгуда Нахарі Галеві — Нір, армійський друг Боаза
- Орі Янів — Орі
- Хава Ортман — Рут, мати Боаза
- Ярів Мозер — професор Ріхлін
- Еял Коен — механік
- Рон Паран — бібліотекар
- Ліор Сорока — студента в бібліотеці
- Аді Доєв — Міхал
- Еял Кантів — студента в басейні
- Шак Бреннер — MPA
- Ітай Гонен — юнака у Парку Незалежності
- Став Страшко — молодь у Парку Незалежності
- Йоні Етіель — сусід через дорогу
- Амір І. Вольф — вчитель народного танцю
- Ярон Бітон — чоловічий ескорт
- Гай Любальчик — Йоні
- Керен Елром — подруга у вітальні
- Йоні Гева — студент